# Fahrt ins Glück
Fahrt ins Glück ist ein 1944 entstandenes reichsdeutsches Spielfilmdrama von Erich Engel. Die Hauptrollen spielen Rudolf Forster und Käthe Dorsch. Als Dorschs Tochter ist die junge Hildegard Knef zu sehen.

## Handlung
Celia Loevengaard stehen schwere Zeiten ins Haus. Als Stimmungssängerin hatte die Tingeltangelsoubrette ihr Geld verdient, doch zuletzt bekam sie keine Engagements mehr und musste sich in jeder Hinsicht sehr einschränken. Da Celia nun auch ihre Miete nicht mehr zahlen kann, wird sie kurzerhand zwangsgeräumt. Das Wenige, was ihr geblieben ist, hat sie vorübergehend ins Badezimmer gerettet und sich in selbigem eingeschlossen. Nur den Antiquitätenhändler Holm lässt sie vor. Celia verkauft ihm mehrere Gegenstände und kann mit dem erzielten Geld endlich ihre Tochter Susanne in Tirol besuchen. Die wohnt seit 20 Jahren bei der Mutter ihres Ex-Gatten und will demnächst einen Mann heiraten, mit dem Celias frühere Schwiegermutter nicht einverstanden ist. Vor Ort lernt Celia den Gatten in spe kennen. Er heißt Richard Jürgens und kennt Celias Tingeltangel-Vergangenheit, von denen Susanne wiederum nichts weiß. Da er sich mit einigen Andeutungen nicht zurückhält, ist nun auch Celia gegen die Eheschließung mit dem öligen Typen. Sie findet, dass ihre Tochter ruhig noch ein wenig warten solle, bis sie volljährig geworden ist. Susanne will aber nicht warten und schaltet daraufhin ihren offiziellen Vormund, den betagten Konsul Hoyermann, ein. Der soll die endgültige Entscheidung treffen.
Der betagte Konsul ist Feuer und Flamme, als er die lebenslustige Celia Loevengaard kennen lernt und verliebt sich sofort in die ebenfalls nicht mehr ganz taufrische Frau. Schon am nächsten Tag macht er ihr einen Heiratsantrag. Da Celia um ihre eigene Vergangenheit weiß und erkennt, dass es sich bei dem Konsul um einen vornehmen Mann der Gesellschaft handelt, lehnt sie den Antrag ab. Der Konsul bleibt jedoch beharrlich und kann mit Hilfe von Ex-Schwiegermutter Loevengaard Celia dazu zu überreden, am darauf folgenden Tag mit ihm zu dinieren. Bei dem Abendessen macht Hoyermann Celia klar, dass ihn ihre Vergangenheit nicht interessiere und dass ihn ihre gesunde und fröhliche Lebenseinstellung fasziniere. Schließlich willigt Celia Loevengaard freudestrahlend ein, den Konsul zu heiraten. Wieder daheim, fängt Richard Jürgens sie ab und erpresst seine Schwiegermutter in spe, allen alles über Celias von ihm als anrüchig empfundene Vergangenheit zu erzählen, wenn sie nicht augenblicklich der Eheschließung Susannes mit ihm zustimme. Susanne hat dies mitbekommen und weiß nun, was für eine miese Type sie beinah geheiratet hätte. Jürgens wird aus dem Haus geworfen. Doch nun verschwindet Celia plötzlich. Sie schämt sich ihrer Vergangenheit und möchte Susanne mit ihrer Gegenwart nicht länger belasten. Augenblicklich fahren der Konsul und Susanne ihr zum Bahnhof hinterher, wo sie Celia gerade noch antreffen. Hier klärt sich alles, und die Reise zu Tochter Susanne hat sich für Celia Loevengaard schließlich als eine Fahrt ins Glück erwiesen.

## Produktionsnotizen
Die Dreharbeiten begannen am 19. August 1944 und endeten im Oktober desselben Jahres. Gedreht wurde am oberösterreichischen Attersee. Die Uraufführung fand am 6. August 1948 statt. Zehn Jahre darauf, am 11. Mai 1958 wurde der Film erstmals im deutschen Fernsehen ARD gezeigt.
Herstellungsgruppenleiter Walter Bolz wirkte an diesem Film auch als Herstellungs- und Produktionsleiter. Erich Kettelhut entwarf die Filmbauten, Werner Pohl zeichnete für den Ton verantwortlich. Ernst Rotmund wird zwar im Vorspann genannt, ist aber im vorliegenden Film nicht zu sehen.

## Kritiken
Im Lexikon des Internationalen Films heißt es: „Liebeskomödie im Milieu der Tiroler ‚besseren Gesellschaft‘. … heute allenfalls aus historischer Sicht interessant …“